# Nebulosa oscura

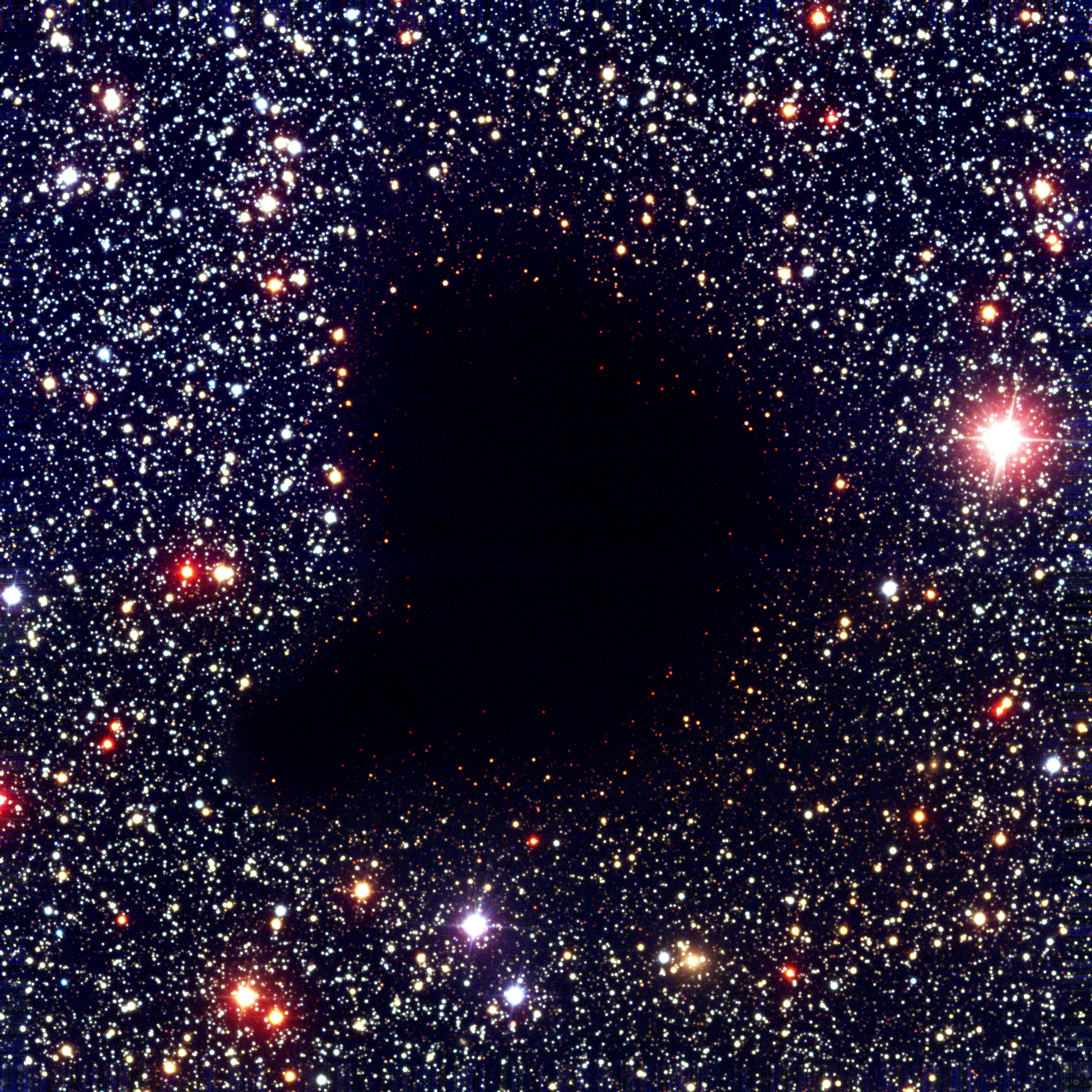
La nebulosa oscura Barnard 68

Una nebulosa oscura o nebulosa molecolare è una grande nube contenente in gran maggioranza gas (idrogeno ed elio) ed una frazione (circa 1% in massa) di polvere, responsabile dell'aspetto della nube.

## Informazioni generali
Le nebulose oscure sono tra gli oggetti più freddi conosciuti in campo astrofisico, con temperature interne dell'ordine di 10 K.  Sono composte principalmente da idrogeno molecolare ed elio, due molecole prive di dipolo elettrico, e quindi molto difficili da osservare a temperature così basse.  L'aspetto di questi oggetti è essenzialmente dovuto alla presenza di una piccola frazione di polvere, responsabile dell'assorbimento della luce (specialmente nella parte blu dello spettro).  Le nubi oscure quindi si possono osservare se oscurano parte di una nebulosa a emissione o nebulosa a riflessione (come la Nebulosa Testa di Cavallo) o se bloccano la luce delle stelle di fondo (come la Nebulosa Sacco di Carbone). 
Non potendo rivelare direttamente il gas presente nelle nubi, la struttura delle nubi molecolari è spesso studiata utilizzando proprio la polvere come tracciante del gas (ipotizzando dunque un rapporto costante tra la densità della polvere e la densità del gas).  La densità colonnare della polvere è quindi studiata con tecniche di estinzione (generalmente nel vicino infrarosso, in modo da riuscire ad osservare zone più dense delle nubi), o sfruttando l'emissione di corpo nero (che per le temperature tipiche presenti nelle nubi inizia ad essere efficiente nel microonde).  Nella finestra ottica dello spettro, nubi molecolari particolarmente dense hanno la capacità di bloccare essenzialmente tutta la luce proveniente da sorgenti poste dietro di esse: ad esempio non sono rari casi con estinzione di 100 magnitudini visuali (corrispondenti a riduzioni di luminosità di un fattore 1040). 
Le più grandi nebulose oscure, le cosiddette nubi molecolari giganti, hanno una massa di circa un milione di volte quella del Sole. Contengono molta della massa del mezzo interstellare, sono larghe circa 150 anni luce, hanno una densità media da 100 a 300 molecole per centimetro cubo.  Spesso hanno forme molto irregolari, senza confini esterni definiti, e con molti filamenti.  Le più grandi nebulose oscure sono visibili ad occhio nudo, appaiono come macchie scure sul più brillante sfondo della Via Lattea. 
L'interesse principale per le nubi molecolari è legato a processi di formazione stellare.  La formazione di stelle avviene nelle regioni più dense e fredde delle nubi molecolari: l'alta densità del gas, unita alla pressione degli strati più esterni della nube ed alle basse temperature, crea le condizioni per forme di instabilità gravitazionale (instabilità di Jeans o di Bonnor-Ebert).  La zona centrale della nube inizia a collassare a causa della forza di gravità, con conseguente formazione di una stella circondata da un disco protoplanetario. 
Le nubi molecolari giganti hanno anche un ruolo importante nelle dinamiche della galassia: quando una stella passa vicina a una nube molecolare gigante, la considerevole attrazione gravitazionale perturba l'orbita della stella di un ammontare rilevante. Dopo ripetuti passaggi, una stella di mezza età avrà significative componenti di velocità in tutte le direzioni, contrariamente all'orbita quasi circolare che le stelle giovani ereditano delle nubi che le hanno generate. Questo fornisce agli astronomi un altro strumento per valutare l'età delle stelle ed aiuta a spiegare lo spessore del disco galattico.